# Rousínov
Rousínov (původně Nový Rousínov, hanácky Rósinov, německy Neuraussnitz) je město v okrese Vyškov v Jihomoravském kraji, 12 km jihozápadně od Vyškova na pravém břehu potoka Rakovce při silnici z Brna do Olomouce. Žije zde přibližně 6 000 obyvatel. Město dříve bylo známé hlavně výrobou nábytku.

## Historie

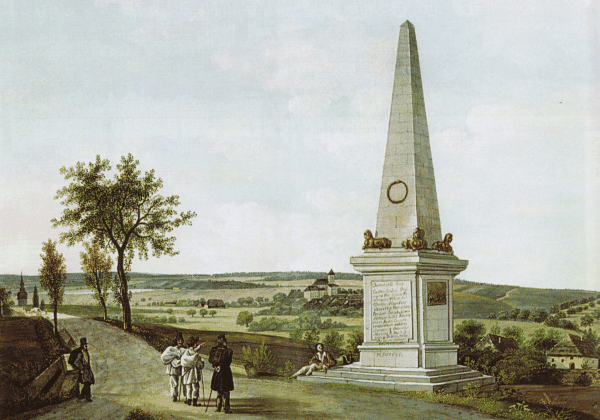
Zaniklý pískovcový obelisk z roku 1804 u Rousínova, postavený na místě, kde císař Josef II. vyoral brázdu. Kresba Františka Richtera z roku 1827.

První písemná zmínka o existenci vesnice Rousínov pochází z 24. června 1222, kterou se v listině krále Přemysla Otakara I. a Jindřicha Vladislava připomíná jako svědek (šlechtic) Petrus de Russinow. Další záznam je z roku 1321, kdy je již Rousínov i s mýtem zapsán jako zboží ke hradu Špilberku. Tehdy se naposledy objevuje v historických listinách jako ves.
Nový Rousínov byl hrazené městečko, což znázorňuje nejstarší mapa Moravy od Pavla Fabricia z roku 1569. Na kresbě je znázorněna vstupní brněnská brána (mýtní), po obou stranách s hradbami a nárožními obrannými věžemi.

## Obyvatelstvo
Ve městě k počátku roku 2016 žilo celkem 5621 obyvatel. Z nich bylo 2749  mužů a 2872 žen. Průměrný věk obyvatel města dosahoval 41 let. Dle Sčítání lidu, domů a bytů provedeném v roce 2011, kdy ve městě žilo 5315 lidí. Nejvíce z nich bylo (18,4 %) obyvatel ve věku od 30 do 39  let. Děti do 14 let věku tvořily 15,3 % obyvatel a senioři nad 70 let úhrnem 6,8 %. Z celkem 4504  občanů města starších 15 let mělo vzdělání 35,9 % střední vč. vyučení (bez maturity). Počet vysokoškoláků dosahoval 11,5 % a bez vzdělání bylo naopak 0,4 % obyvatel. Z cenzu dále vyplývá, že ve městě žilo 2630 ekonomicky aktivních občanů. Celkem 91,4 % z nich se řadilo mezi zaměstnané, z nichž 73,3 % patřilo mezi zaměstnance, 2,9 % k zaměstnavatelům a zbytek pracoval na vlastní účet. Oproti tomu celých 45,9 % občanů nebylo ekonomicky aktivní (to jsou například nepracující důchodci či žáci, studenti nebo učni) a zbytek svou ekonomickou aktivitu uvést nechtěl. Úhrnem 2249 obyvatel města (což je 42,3 %), se hlásilo k české národnosti. Dále 1 434 obyvatel bylo Moravanů a 44 Slováků. Celých 1 293 obyvatel města však svou národnost neuvedlo.

### Struktura
Vývoj počtu obyvatel za celou obec i za jeho jednotlivé části uvádí tabulka níže, ve které se zobrazuje i příslušnost jednotlivých částí k obci či následné odtržení.
| Místní části (rok přičlenění k obci) | Místní části (rok přičlenění k obci)    | 1869 | 1880 | 1890 | 1900 | 1910 | 1921 | 1930 | 1950 | 1961 | 1970 | 1980 | 1991 | 2001 | 2011 |
| ------------------------------------ | --------------------------------------- | ---- | ---- | ---- | ---- | ---- | ---- | ---- | ---- | ---- | ---- | ---- | ---- | ---- | ---- |
| Počet obyvatel                       | část Čechyně (1976)                     | 438  | 460  | 438  | 459  | 518  | 555  | 584  | 526  | 508  | 451  | 395  | 365  | 402  | 385  |
| Počet obyvatel                       | část Královopolské Vážany (1986)        | 401  | 430  | 465  | 469  | 500  | 519  | 543  | 588  | 593  | 613  | 631  | 545  | 543  | 594  |
| Počet obyvatel                       | část Kroužek (1976)                     | 341  | 359  | 368  | 374  | 375  | 410  | 403  | 350  | 376  | 356  | 307  | 266  | 275  | 286  |
| Počet obyvatel                       | část Rousínov                           | 3826 | 2762 | 2691 | 2618 | 2697 | 3298 | 3362 | 3554 | 3488 | 3544 | 4376 | 5042 | 4720 | 4966 |
| Počet obyvatel                       | část Nový Rousínov Židovská Obec (1919) | -    | 676  | 587  | 612  | 647  | -    | 646  | -    | -    | -    | -    | -    | -    | -    |
| Počet obyvatel                       | část Rousínovec (1948)                  | 338  | 328  | 380  | 362  | 546  | 541  | 671  | 645  | 734  | 618  | 607  | 310  | 373  | 590  |
| Počet obyvatel                       | část Slavíkovice (1948)                 | 572  | 557  | 564  | 586  | 633  | 732  | 768  | 680  | 549  | 583  | 579  | 575  | 665  | 678  |
| Počet obyvatel                       | část Vítovice (1986)                    | 278  | 269  | 284  | 281  | 337  | 409  | 402  | 354  | 400  | 374  | 374  | 328  | 304  | 299  |
| Počet obyvatel                       | celá obec                               | 4281 | 4122 | 4138 | 4146 | 4581 | 4815 | 5375 | 4920 | 4904 | 4767 | 5081 | 4910 | 4922 | 5315 |
| Počet domů                           | část Čechyně (1976)                     | 86   | 89   | 90   | 93   | 97   | 98   | 122  | 127  | 128  | 125  | 125  | 144  | 152  | 153  |
| Počet domů                           | část Královopolské Vážany (1986)        | 69   | 77   | 81   | 92   | 100  | 105  | 125  | 158  | 161  | 167  | 182  | 194  | 198  | 209  |
| Počet domů                           | část Kroužek (1976)                     | 70   | 71   | 74   | 77   | 80   | 80   | 84   | 94   | 95   | 99   | 92   | 106  | 107  | 110  |
| Počet domů                           | část Rousínov                           | 504  | 382  | 384  | 392  | 419  | 446  | 578  | 782  | 1486 | 806  | 770  | 1036 | 1014 | 990  |
| Počet domů                           | část Nový Rousínov Židovská Obec (1919) | -    | 136  | 132  | 132  | 127  | 118  | 122  | -    | -    | -    | -    | -    | -    | -    |
| Počet domů                           | část Rousínovec (1948)                  | 68   | 71   | 74   | 77   | 106  | 113  | 136  | 164  | -    | 166  | 170  | 131  | 134  | 221  |
| Počet domů                           | část Slavíkovice (1948)                 | 72   | 99   | 110  | 122  | 136  | 146  | 159  | 181  | -    | 175  | 172  | 222  | 232  | 238  |
| Počet domů                           | část Vítovice (1986)                    | 44   | 50   | 59   | 61   | 74   | 78   | 85   | 100  | 100  | 101  | 103  | 110  | 118  | 122  |
| Počet domů                           | celá obec                               | 661  | 716  | 746  | 784  | 866  | 902  | 1061 | 1215 | 1227 | 1236 | 1229 | 1425 | 1448 | 1548 |

### Náboženský život
Obec je sídlem římskokatolické farnosti Rousínov u Vyškova. Ta je součástí slavkovského děkanství – Brněnské diecéze v Moravské provincii. Farním kostelem je kostel svatého Václava. Místním knězem je Andrzej Wasowicz, farář.  Při censu prováděném v roce 2011 se 1387 obyvatel obce (26 %) označilo za věřící. Z tohoto počtu se 992 hlásilo k církvi či náboženské obci, a sice 843 obyvatel k římskokatolické církvi (16 % ze všech obyvatel obce), dále 2 k pravoslavné, 33 k Církvi československé husitské, 8 k českobratrským evangelíkům a 2 ke Svědkům Jehovovým. Úhrnem 1 534 obyvatel se označilo bez náboženské víry a 2 394 lidí odmítlo na otázku své náboženské víry odpovědět.

## Obecní správa a politika
Město Rousínov spadá do správního obvodu obce s rozšířenou působností Vyškov. Zároveň je Rousínov obcí s pověřeným obecním úřadem, pod který spadá dalších pět obcí: Habrovany, Komořany, Olšany, Podbřežice a Tučapy. Celková rozloha Rousínova i s těmito obcemi činí něco kolem 63 km².

### Zastupitelstvo a starosta
Město náleží k Jihomoravskému kraji a je jedním z pěti měst okresu Vyškov. V místních volbách je voleno 15 členů městského zastupitelstva, ti poté ze svých řad vybírají starostu, jeho dva zástupce a další členy městské rady, která má dohromady 5 členů.
Při volbách do městského zastupitelstva na funkční období 2014–2018 byla v Rousínově volební účast 49,76 %.
| Volební strana          | Počet hlasů | Počet zastupitelů |
| ----------------------- | ----------- | ----------------- |
| KDU-ČSL                 | 7 087       | 4                 |
| ProRousínovsko          | 6 621       | 4                 |
| S rozumem pro veřejnost | 3 503       | 2                 |
| ČSSD                    | 2 932       | 1                 |
| ANO                     | 2 531       | 1                 |
| KSČM                    | 2 332       | 1                 |
| SNK - Rousínov pro lidi | 2 233       | 1                 |
| ODS                     | 2 011       | 1                 |
| Celkem                  | 29 250      | 15                |

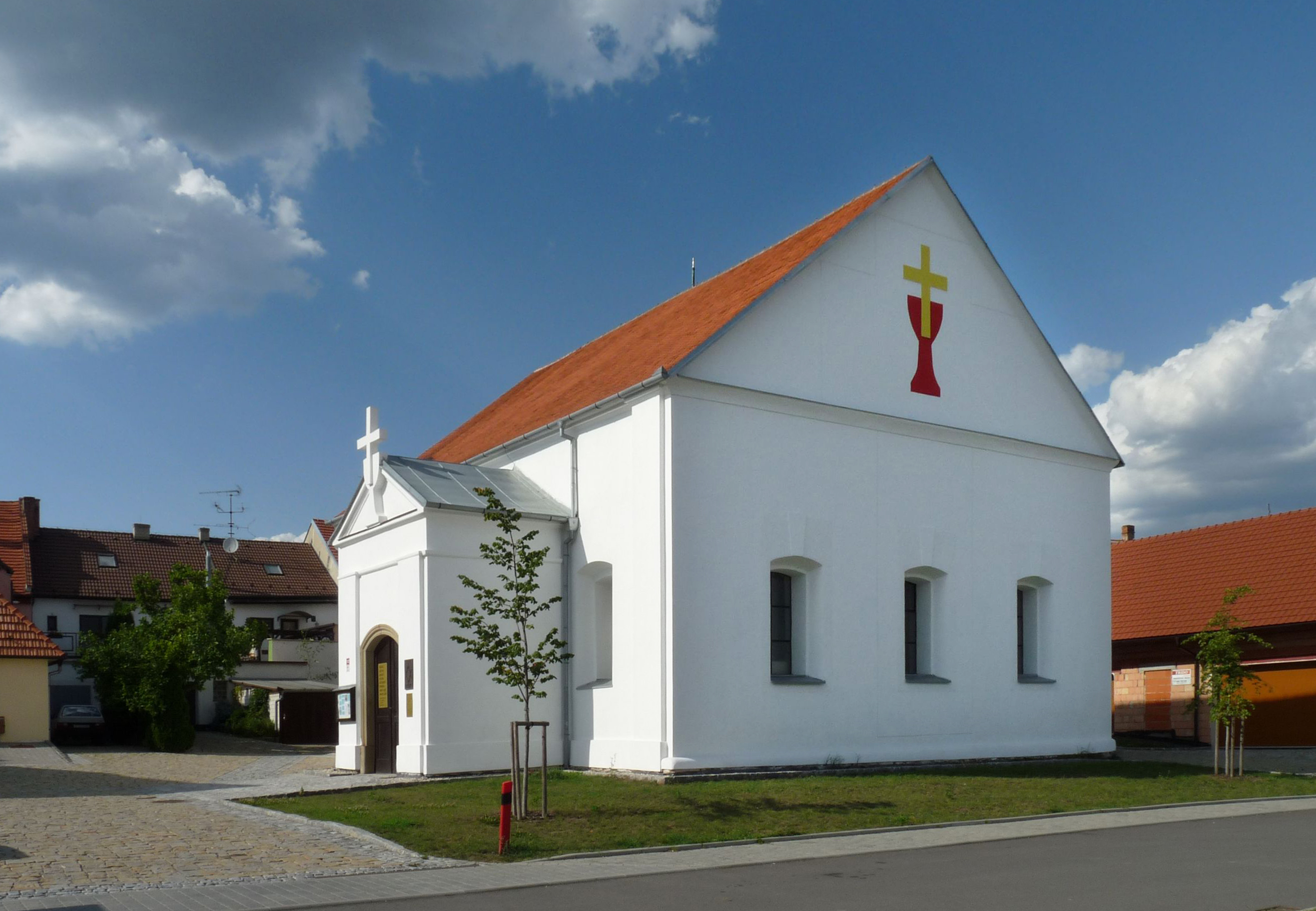
Rousínovská synagoga

Při ustavujícím zasedání zastupitelstva 5. listopadu 2014 byl novým starostou zvolen lídr seskupení ProRousínovsko Jiří Lukášek. Ve funkci tak po dvanácti letech vystřídal dosavadního starostu Františka Havíře. Ten před hlasováním zhodnotil uplynulá tři volební období, kdy stál v čele města, s tím, že Rousínov je nejlépe hospodařícím městem v republice. Podařilo se vybudovat například vodohospodářskou infrastrukturu, sportoviště nebo dům chráněného bydlení.

### Členění města
Rousínov se člení na sedm částí, které leží na pěti katastrálních územích:
- k. ú. Rousínov u Vyškova – části Rousínov, Rousínovec a Slavíkovice
- k. ú. Čechyně – část Čechyně
- k. ú. Královopolské Vážany – část Královopolské Vážany
- k. ú. Kroužek – část Kroužek
- k. ú. Vítovice – část Vítovice

## Hospodářství

### Průmysl a zemědělství
Rousínov se na přelomu 19. a 20. století stal kulturním centrem okolních 11 obcí. Kdysi městská královská obec si získala věhlas v nábytkářském průmyslu. Bohatá bednářská cechovní tradice vedla k založení větších nábytkářských podniků. Jako první vznikl v roce 1864 podnik Ambrože Sedlmajera a druhý hned na to Jana Osolsobě. Před první světovou válkou jich zde bylo již 12 a před druhou 72. Největším nábytkářským podnikem po druhé světové válce byly UP závody se 3000 zaměstnanci (1962). Dalšími předními podniky ve městě byly – státní výrobna autodílů, Dřevodílo či cihelny Gustava Klimeta. Jednotné zemědělské družstvo bylo založeno ve Slavíkovicích a v Rousínovci v letech 1956 a 1957. Tehdy obdělávalo 577 ha půdy a mělo 155 zaměstnanců. Největším podnikem v Rousínově byly nábytkářské UP závody, později Tusculum, a.s. s 500 zaměstnanci, které převzala společnost JITONA Soběslav a v srpnu 2008 závod uzavřela a propustila téměř všechny zaměstnance.
Dnešními předními podniky v Rousínově jsou:
- EDP European Data Project s tisícovkou zaměstnanců (sídlící v Komořanech, v Rousínově velká výroba v bývalém ROSTROJi)
- Skromet s.r.o. – zámečnická firma
- FEROBET s.r.o. – výroba betonových stavebních prvků
- Dřevodílo Rousínov, v.d. – truhlářství
- Dýhy Večeřa a spol.
- Devon Rousínov, s.r.o. – firma na zpracování plastů
- EURO NÁŘADÍ s.r.o. - velkoobchod nářadím (sídlící v areálu JITONY)

## Doprava
V Rousínově je od roku 2010 využíváno autobusové nádraží. Nachází se na něm 8 nástupišť. Ze 2 nástupišť jezdí dálkové autobusy směrem na Ostravu, Olomouc, Zlín a Přerov, další čtyři nástupiště slouží k regionálním linkám a některým dálkovým autobusům (Liberec, Hradec Králové, Litomyšl…) a poslední dvě nástupiště slouží místním linkám (Rousínov – Kr. Vážany – Vítovice – Habrovany Olšany a Rousínov – Čechyně – Kroužek). Železniční stanice se nachází ve Slavíkovicích. Autobusová a železniční doprava je zajištěna linkami IDS JMK.
Silniční spojení města Rousínova zajišťuje dálnice D1/E462, na kterou bylo město připojeno v roce 1996 obousměrným dálničním exitem 216 – Rousínov. Město leží také na silnici II/430 spojující Brno a Vyškov. Dále jsou na území města silnice III. třídy:
- III/0502 Němčany – Rousínovec – Rousínov
- III/0503 ze silnice III/0502 na Kroužek
- III/0473 ve Slavíkovicích
- III/0475 ve Slavíkovicích k železniční stanici
- III/0476 Rousínov – D1 – Slavkov u Brna
- III/0477 ze silnice II/430 na Čechyni
- III/37926 Habrovany – Rousínov
- III/37931 Rousínov – Královopolské Vážany – Habrovany
- III/37932 Královopolské Vážany – Vítovice
- III/3834 Slavíkovice – Viničné Šumice

## Společnost

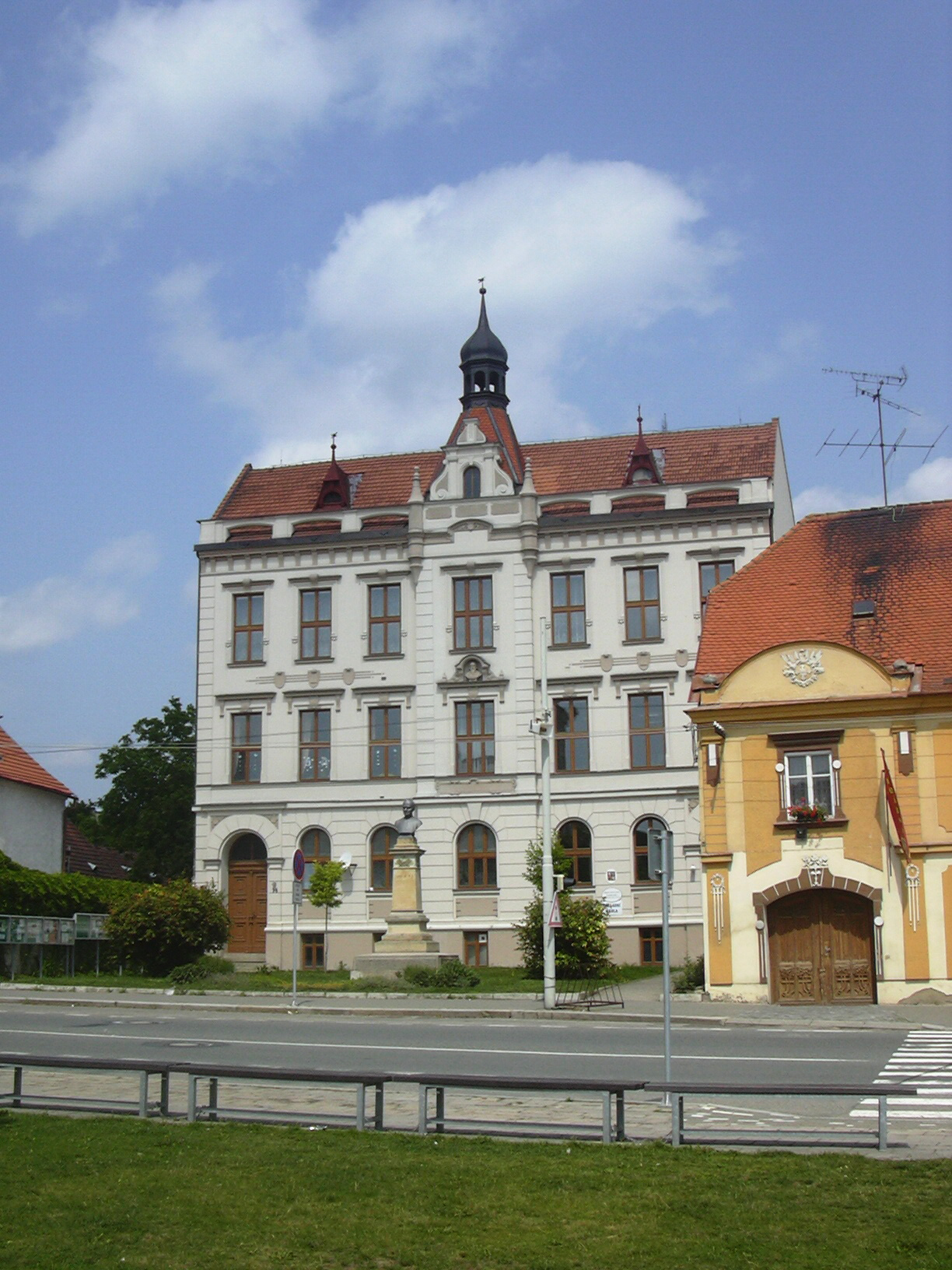
Základní umělecká škola Františka Sušila

### Školství
V Rousínově je jedna veřejná základní škola (na ulici Habrovanská), jedna alternativní soukromá základní škola Prameny (založena v roce 2015) a jedna mateřská škola (na ulici Habrovanská). Nachází se zde i Základní umělecká škola Františka Sušila se zaměřením na výuku hudebních, výtvarných a tanečních oborů (na Sušilově náměstí).
Největší vybudovanou střední školou v Rousínově bylo Střední odborné učiliště nábytkářské (SOUN Rousínov), které kvůli úbytku učňů převzala Integrovaná střední škola Slavkov u Brna, která měla v Rousínově odloučené pracoviště pro výuku autoklempířů. V současnosti se v areálu rousínovského učiliště vyučuje již jen praxe pro několik málo studentů školy.

### Sport
V Rousínově působí několik sportovních organizačních spolků. Mezi největší lze považovat Tělovýchovnou Jednotu Framoz s 577 aktivními členy a 4 oddíly, která vlastní fotbalový stadion se zatravněným hřištěm, 2 tenisovými kurty a škvárovým tréninkovým hřištěm. Mezi další sportovní zařízení, jež lze ve městě využít patří zimní stadion, fotbalový stadion, tenisové kurty a dvě tělocvičny základních škol. Tradici zde má i požární sport. Město též pořádá sportovní akce převážně regionálního charakteru. Na podzim roku 2011 byla otevřena nová sportovní hala.
Sbor dobrovolných hasičů funguje od roku 1883, ale až v roce 1997 byla původní organizace a výjezdní jednotky převedena na samostatnou jednotku města Rousínova. JSDH s 19 členy patří do kategorie JPO III, má k dispozici tři zásahová vozidla její vybavení jí umožňuje zásahy jak u požárů, tak u většiny mimořádných událostí.

## Pamětihodnosti
- Filiální kostel svaté Máří Magdalény z let 1696–1717 na Sušilově náměstí
- Radnice s barokní fasádou na náměstí z 1. poloviny 18. století
- Kaple svatého Floriána
- Kříž Františka Sušila na Sušilově náměstí
- Barokní socha svatého Jana Nepomuckého z roku 1772 na Sušilově náměstí
- Rodný dům Františka Sušila na Sušilově náměstí
- Synagoga od roku 1591 sloužila náboženskému účelu a to nepřetržitě až do počátku německé okupace v roce 1938. Od 5. března 1940 byla budova synagogy na základě rozhodnutí říšského protektora zahrnuta do majetku Vystěhovaleckého fondu.[14]
- Židovský hřbitov jižně od Sušilova náměstí v ulici Trávníky
- Farní kostel svatého Václava
- Socha svatého Jana Nepomuckého
- Zvonice se sochou svatého Jana Nepomuckého
- Poštovní stanice Stará pošta u silnice do Holubic
- Busta Pankráce Krkošky

## Osobnosti
- František Sušil, národní buditel, sběratel písní a tanců a kněz (1804)
- Albert Wlach, otec rakouského architekta Oskara Wlacha
- Menahem Mendel Auerbach, rabín
- Moritz Jellinek, revolucionář roku 1848, lékař
- Rosa Barach, spisovatelka, pedagožka, novinářka
- Siegfried Reiter, filolog
- Vladimír Čermák, soudce Ústavního soudu ČR, zakladatel katedry politologie na MU
- Radek Suchomel, mistr Evropy a vicemistr světa v kulturistice
- Mikuláš Braschmann, matematik
- František Pisko, fyzik
- Viktor Svoboda, právník a propagátor žehu
- Karel Wittek, brněnský školský pracovník
- Jakob Brüll, rabín
- Nehemiah Brüll, rabín
- Alois Šild, letecký modelář
- Viktor Oppenheimer,  sochař, malíř, grafik a pedagog

## Mikroregion Rakovec

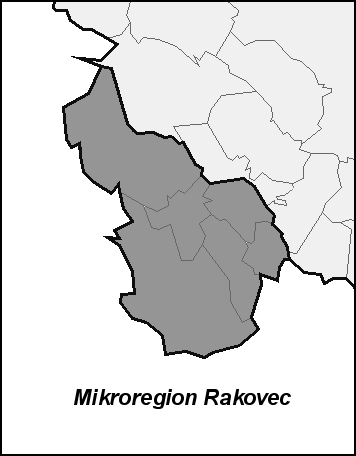

Svazek obcí mikroregionu Rakovec byl zaregistrován 12. března 2003 a tvoří jej celkem 6 obcí: Habrovany, Komořany, Olšany, Podbřežice, Rousínov, Tučapy. Předmětem činnosti tohoto svazku obcí je vzájemná pomoc při řešení samosprávných, kulturních, environmentálních i hospodářských problémů a získávání finančních prostředků na podporu cestovního ruchu a projektů v regionu. Sídlem svazku obcí byl ustanoven Městský úřad v Rousínově.

## Partnerská města
- Dervio, Itálie (od roku 2005)
- Halasztélek, Maďarsko (od roku 2003)
- Podbranč, Slovensko (od roku 2005)